# Nash (Shropshire)
Pour les articles homonymes, voir Nash.
Nash est une paroisse civile et un village du Shropshire, en Angleterre.